# مم آرارات
مم آرارات یا محمد اسن (به کردی: Mem Ararat) (زادهٔ ۱۹۸۱، در ماردین) خواننده، ترانه‌سرا و آهنگساز کرد اهل ترکیه می‌باشد.

## زندگی هنری و شخصی
زمانی که مم آرارات هفت ساله بود خانواده اش به دلیل شرایط اقتصادی از مادرین به شهرهای غربی ترکیه نقل مکان کردند. چندسال بعد از ان به دلیل شرایط سیاسی حاکم بر ترکیه او وخانواده اش دوباره به زادگاه خود بازگشتن.
مم آرارات از دوران کودکی به موسیقی علاقه داشت، اما به دلیل کمبود فرصت، موسیقی را دیر شروع کرد. او اولین بار در ابتدای سال ۲۰۱۳ روی پلتفرم‌های مختلف ظاهر شد. سرانجام با انگیزه دوستانش اولین آلبوم خود را با نام «Quling Ewr Û Baran» در اواخر سال ۲۰۱۳ منتشر کرد.
در سال ۲۰۲۰، کنسرت‌های او در استان‌های ترکیه مرسین، دیاربکر و بورسا توسط دولت ترکیه لغو شد. آرارات بیانیه خود را در شبکه‌های اجتماعی با اشاره به این که ممنوعیت اجرای زنده او ناشی از خواندن به زبان کردی است، بیان کرد و همچنین خاطرنشان کرد که دست از هنر نمی‌کشد.

## آلبوم‌ها
- Quling Ewr û Baran (2014)
- Kurdîka (2016)
- Xewna Bajarekî (۲۰۱۸)
- Niştiman (2019)
- Pesna Evînê (۲۰۲۰)